# التاريخ العسكري لجبل طارق خلال الحرب العالمية الثانية

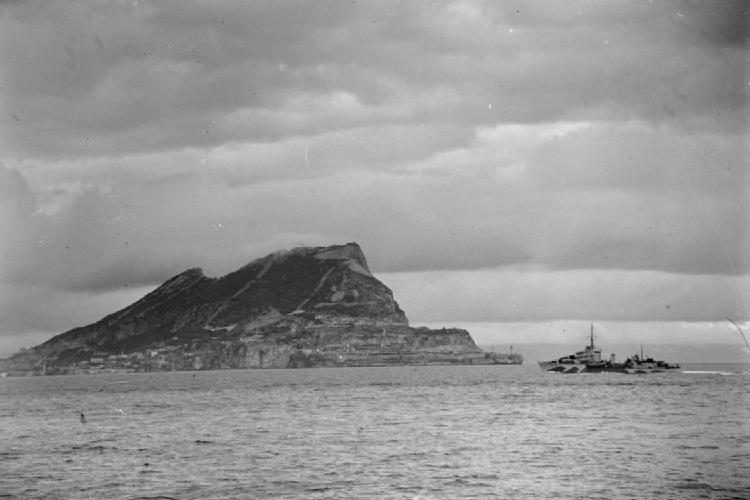

يجسّد التاريخ العسكري لجبل طارق خلال الحرب العالمية الثانية موقع جبل طارق كحصن بريطاني منذ أوائل القرن الثامن عشر، وعنصر حيوي في الاستراتيجية العسكرية البريطانية، وموطئ قدم في قارة أوروبا، ومعقل للبحرية الملكية البريطانية. خلال الحرب العالمية الثانية، لعب جبل طارق دورًا مفصليًا في كل من معركة الأطلسي ومسرح عمليات المتوسط، إذ كان يسيطر فعليًا على كامل حركة المرور البحرية من البحر الأبيض المتوسط إلى المحيط الأطلسي وبالعكس.
بالإضافة إلى موقعه القيادي، يؤمّن جبل طارق مرفأ منيعًا يمكن للسفن أن تعمل منه في كل من المحيط الأطلسي والبحر الأبيض المتوسط. كان مقر القوة إتش، بقيادة الفريق جيمس سومرفيل، في جبل طارق وكانت مهمتها الحفاظ على التفوق البحري وتوفير مرافقة شديدة للقوافل القادمة من جزيرة مالطا المحاصرة وإليها. خلال الحرب، تعرّض جبل طارق لقصف جوي من طائرات فرنسا الفيشية ومن طائرات القوات الجوية الملكية الإيطالية (ريجيا ايرونوتيكا) من سردينيا. بالإضافة إلى ذلك، نال الحصن تركيز الهجمات تحت الماء التي نفّذتها وحدة ضفادع الكوماندوز التابعة للأسطول الملكي الإيطالي (ريجيا مارينا) وطوربيداته البشرية. تمركزت هذه الوحدة الإيطالية على السفينة الإيطالية إس إس أولتيرا المحتجزة في الميناء الإسباني القريب للجزيرة الخضراء. نفّذ عملاء إسبان ومن جبل طارق يعملون بالنيابة عن الأبفير الألماني عددًا من الهجمات.
داخل صخرة جبل طارق حُفرت أميال من الأنفاق من الحجر الجيري. فُجّرت كتل من الصخور لبناء «مدينة تحت الأرض». في كهوف ضخمة من صنع الإنسان، بُنيت ثكنات ومكاتب ومستشفى كامل التجهيز، مع غرفة عمليات ومعدات الأشعة السينية. 
نُسّق لعملية الشعلة، غزو الحلفاء لشمال أفريقيا الفرنسية في نوفمبر 1942، من «الصخرة». قام الجنرال دوايت د. أيزنهاور الذي تولى قيادة العملية بإنشاء مقره في جبل طارق خلال مراحل التخطيط للعملية. بعد النجاح في إتمام حملة شمال أفريقيا واستسلام إيطاليا في عام 1943، تحول دور جبل طارق من قاعدة عمليات أمامية إلى موقع إمداد للمنطقة الخلفية. استمر الميناء في تشغيل الأحواض الجافة ومستودعات الإمداد لطرق القوافل عبر البحر الأبيض المتوسط حتى يوم النصر في أوروبا في عام 1945. 

## التمهيد والإجلاء
| أواخر 1938     | بدء بناء مدرج ذي سطح صلب في جبل طارق. |
| 9 سبتمبر 1939  | طلب السرب رقم 202 من سلاح الجو الملكي إلى جبل طارق. |
| 25 سبتمبر 1939 | تشكيل المجموعة (الساحلية) رقم 200 كتشكيلة تابعة لمقر سلاح الجو الملكي في منطقة البحر المتوسط.                                                                  |
| يونيو 1940     | شحن 13,500 من المجليين المدنيين إلى الدار البيضاء في المغرب الفرنسي.                                                                                           |
| 13 يوليو 1940  | بعد تشكُّل فرنسا الفيشية، أُعيد مدنيو جبل طارق إلى جبل طارق قبل نقلهم إلى مناطق أخرى.                                                                             |
| يوليو 1940     | شحن المجليين إلى جزيرة ماديرا في المحيط الأطلسي وإلى لندن. |
| 9 أكتوبر 1940  | أُعيد إجلاء 1,093 لاجئًا إلى جامايكا. |
| 10 مارس 1941   | تعديل عملية فيليكس، الخطة الألمانية لغزو جبل طارق، لتصبح عملية فيليكس هاينريش، التي أجّلت الغزو حتى بعد سقوط الاتحاد السوفياتي، ما وضع حدًّا لخطط الغزو الألماني. |
| أواخر 1941     | صياغة خطط لعملية تريسر، خطة البقاء خلف خطوط العدو التي سيتم اعتمادها في حال وقوع غزو على جبل طارق.                                                             |
| يناير 1942     | بدء اختبار المعدات لعملية تريسر. |
| منتصف 1942     | الإعلان عن جاهزية عملية تريسر للنشر. |
| يوليو 1942     | تعيين الفريق دوايت د. أيزنهاور قائدًا عامًا لقوات الحلفاء لعملية الشعلة.                                                                                         |
| 5 نوفمبر 1942  | وصول أيزنهاور إلى جبل طارق لتولي القيادة. |
| 4 يوليو 1943   | إقلاع قاذفة ليبراتور من قيادة النقل لسلاح الجو الملكي من جبل طارق وتحطّمها ومقتل فاديسلاف سيكورسكي، القائد العسكري والسياسي البولندي.                           |
| نوفمبر 1943    | تأسيس مجلس إعادة التوطين. |
| 6 أبريل 1944   | وصول المجموعة الأولى المكونة من 1,367 عائدًا إلى جبل طارق مباشرة من المملكة المتحدة.                                                                            |
| 28 مايو 1944   | مغادرة أول مجموعة عائدة إلى الوطن من ماديرا إلى جبل طارق. |
| 8 مايو 1945    | يوم النصر في أوروبا |

غيّرت الحرب العالمية الثانية حياة سكان جبل طارق تغييرًا جذريًا. كان قرار فرض الإجلاء الجماعي من أجل تعزيز مناعة الصخرة بمزيد من الأفراد العسكريين والبحريين يعني أن معظم سكان جبل طارق ليس لديهم منازل يتآوون فيها (بعضهم بقي لمدة تصل إلى عشر سنوات). سُمح بالبقاء فقط للمدنيين الذين لديهم وظائف أساسية لكن بقاءهم أعطى أفراد المجتمع بأكمله شعورًا بكونهم «بريطانيين» بمشاركتهم في المجهود الحربي.
في أوائل يونيو 1940، شُحن نحو 13,500 شخص من المجليين إلى الدار البيضاء في المغرب الفرنسي. لكن، بعد استسلام الفرنسيين أمام الجيوش الألمانية في وقت لاحق في يونيو 1940، وجدت حكومة فيشي الفرنسية الجديدة الموالية لألمانيا أن وجود المجليين من جبل طارق في الدار البيضاء أمر محرج وسعت للحصول على فرص لإزالتهم. سرعان ما أتيحت الفرصة عندما وصلت 15 سفينة شحن بريطانية بقيادة عميد البحرية كريشتون لإعادة 15 ألف جندي فرنسي أُنقذوا من دنكيرك. بمجرد نزول جنودهم الذين تم إنقاذهم، احتُجزت السفن حتى وافقوا على أخذ جميع المجليين. على الرغم من أن كريشتون لم يستطع الحصول على إذن بتنظيف سفنه وإعادة تحميلها (ومخالفًا لأوامر الأميرالية البريطانية التي منعت تحميل المجليين)، إلا إنه عندما رأى حشودًا من المدنيين تتدفق إلى أحواض السفن، فتح سلالم السفن للصعود. قبل ذلك مباشرة، دمّر الأسطول البريطاني عددًا من السفن الحربية الفرنسية في المرسى الكبير لمنعها من الوصول إلى أيدي الألمان. سبّب الهجوم، الذي قُتل خلاله 1,297 بحارًا فرنسيًا، توتراتٍ شديدة كانت واضحة عندما أجبرت القوات الفرنسية العائلاتِ -وحراب بنادقهم مصوّبة عليهم- على الصعود على متن السفن وأخذ ما يمكنهم حمله فقط، وترك العديد من الممتلكات وراءهم. عندما وصلوا إلى جبل طارق، لم يسمح لهم الحاكم بالنزول، خشية من أنه بمجرد عودة المجليين إلى الصخرة، سيكون إجلاؤهم مرة أخرى شبه مستحيل. تجمّعت الحشود في ساحة جون ماكينتوش في وسط جبل طارق مع انتشار الأخبار، وأُلقيت الخطابات وذهب اثنان من أعضاء مجلس المدينة برفقة الرئيس بالإنابة للمكتبة التجارية والتبادل لرؤية الحاكم (السير كلايف ليدل) ليطالبوا بالسماح بنزول المجليين على البر. بعد تلقي تعليمات من لندن، سُمح لهم بالنزول على البر، ما دام أن المجليين سيعودون عندما تصل سفن أخرى لنقلهم بعيدًا عن الصخرة، وبحلول 13 يوليو تم الانتهاء من إعادة الإجلاء إلى جبل طارق. 
وافق السياسي البريطاني المحافظ أوليفر ستانلي على قبول المجليين في المملكة المتحدة، لكنه تناقش مع جبل طارق بشأن عدد الأشخاص المعنيين. وصرّح أن الحاكم أعطى عدد المجليين أولاً بـ 13 ألفًا ثم 14 ألفًا وأخيرًا 16 ألفًا. وطالب بتوضيح الوضع، مشددًا على نقص أماكن الإقامة في بريطانيا ومصرًّا على أنه لا يمكن قبول سوى 13 ألفًا، سيرسَل ألفا شخص منهم إلى جزيرة ماديرا البرتغالية في المحيط الأطلسي. ردّ الجنرال ليدل في 19 يوليو، «يتلخّص الوضع في أن هذا الحصن عرضة للهجوم العنيف والمباشر ولا يجب أن يكون فيه مدنيون، في حين يوجد 22 ألفًا. 13 ألفًا هو عدد المجليين الذين أُرسلوا إلى المغرب، وكان سيتم إرسال المزيد لو لم يتغير الوضع هناك». في لندن، وُضع المجليون في أيدي وزارة الصحة، وتم إيواء العديد منهم في منطقة كينسينغتون. تصاعد القلق بشأنهم في جبل طارق مع اشتداد الغارات الجوية على لندن، إلى جانب وصول رسائل مروعة، تصف الظروف التي يعيش فيها المجليون.
في سبتمبر، انتشرت الشائعات بين المجليين وفي جبل طارق، بأنه يتم إعادة النظر في إمكانية إعادة إجلاء سكان جبل طارق مرة أخرى، وهذه المرة كانت الوجهة جامايكا في جزر الهند الغربية. بعد الكثير من الخلافات، تقرّر إرسال مجموعة من جبل طارق إلى الجزيرة مباشرةً، فغادر 1,093 مجليًا إلى جامايكا مباشرة في 9 أكتوبر، ثم تبعهم المزيد لاحقًا. لكن الالتماسات تبعت ذلك وتمت تلبية المطالب، يرجع ذلك جزئيًا لأسباب إستراتيجية وعجز في الشحن المتاح. وبالتالي، في نهاية عام 1940 كان هناك ما يقرب من ألفي مجليٍّ في جامايكا وعدد أقل في ماديرا، مع وجود 10 آلاف شخص تقريبًا في منطقة لندن.